# Золотая молодёжь (фильм, 2003, Великобритания)
«Золота́я молодёжь», или «Цвет молодёжи» (англ. Bright Young Things) — фильм английского актёра и писателя Стивена Фрая вышедший в 2003 году. Картина снятая по роману Ивлина Во «Мерзкая плоть» повествует о жизни молодых и беззаботных аристократов Лондона 1930—1940-х годов.

## Сюжет
В центре событий молодой начинающий писатель Адам Саймс (Стивен Кэмпбелл Мур), который едва сводит концы с концами. Он старается улучшить своё финансовое положение, чтобы сделать предложение своей невесте Нине Блонт (Эмили Мортимер).
Адам и Нина окружены молодой и беззаботной толпой, жизнь которой посвящена оргиям, алкоголю и кокаину. Среди них эксцентричная Агата Рансибл (Фенелла Вулгар), чьи шумные гулянки в конечном счёте приводят её в психиатрическую больницу; Майлз (Майкл Шин), который вынужден бежать из страны от судебного преследования за гомосексуальность; Снит (Саймон Макбёрни), папарацци, ведущий хронику разгульной жизни и странных поступков молодёжи; и Джинджер Литтлджон (Дэвид Теннант), прежний друг Нины, который возвращается в её жизнь, что очень тревожит Адама.
Бурное веселье в фильме заканчиваются с началом Второй мировой войны.
Сюжет фильма от романа отличает душещипательный семейно-романтический хэппи-энд.

## В ролях
| Актёр               | Роль               |
| ------------------- | ------------------ |
| Эмили Мортимер      | Нина Блонт         |
| Стивен Кэмпбелл Мур | Адам Фенвик-Саймс  |
| Фенелла Вулгар      | Агата              |
| Майкл Шин           | Майлз              |
| Дэн Эйкройд         | Лорд Мономарк      |
| Дэвид Теннант       | Джинджер Литтлджон |
| Джеймс Макэвой      | Саймон             |
| Джим Бродбент       | Майор              |
| Джулия Маккензи     | Лотти Крамп        |
| Питер О`Тул         | Полковник Блаунт   |
| Стокард Чэннинг     | Миссис Мелроуз Эйп |
| Саймон Кэллоу       | Король Анатолия    |
| Имельда Стонтон     | Леди Браун         |
| Билл Патерсон       | Сэр Джеймс Браун   |
| Саймон Макбёрни     | Снит               |
| Ричард Э. Грант     | Отец Ротшильд      |
| Джим Картер         | главный таможенник |
| Джон Миллс          | джентльмен         |
| Гарриет Уолтер      | леди Метролэнд     |
| Эдриан Скарборо     |                    |

## Съёмочная группа
- Режиссёр: Стивен Фрай
- Сценарий: Стивен Фрай
- Оператор: Генри Брэхам
- Монтажёр: Алекс Маки
- Композитор: Энн Дадли
- Художник: Майкл Хоуеллс

## Номинации

### British Independent Film Awards
- Лучшее достижение в проекте производства
- Лучшее техническое достижение — Майкл Хоуеллс
- Самая многообещающая актриса — Фенелла Вулгар
- Премия Douglas Hickox Award — Стивен Фрай

### Emden International Film Festival
- Премия Emden Film Award — Стивен Фрай

### Empire Awards[1]
- Лучший британский фильм
- Лучшая многообещающая актриса — Фенелла Вулгар

### Премия Лондонского кружка кинокритиков[2]
- ALFS Award: Лучшая актриса второго плана — Фенелла Вулгар

## Художественные особенности
- Bright Young People — это прозвище, данное группе юных аристократов Лондона второй половины 1920-х годов.
- Слоган фильма — «Секс. Скандалы. Знаменитости. Это вечные ценности»